# Calixto Martínez
Calixto Martínez Arias es un periodista independiente cubano que fue recluido en la prisión Combinado del Este, en La Habana entre septiembre de 2012 y abril de 2013. Martínez, reportero de Hablemos Press, destapó la epidemia de cólera en el oriente de la isla.

## Historia
Fue detenido el 16 de septiembre de 2012, mientras investigaba el deterioro, en el aeropuerto internacional José Martí, de varias toneladas de medicamentos enviados a Cuba por la Organización Mundial de la Salud. Ha sido acusado de desacato a las figuras de Fidel y Raúl Castro, delito que el Código Penal cubano castiga con una orden de hasta tres años de prisión efectiva. En diciembre de 2012, el caso del periodista fue presentado al Grupo de Trabajo sobre Detención Arbitraria de Naciones Unidas y a la Oficina del Alto Comisionado para los Derechos Humanos de dicha organización. A fines de junio de 2013, Martínez fue declarado “preso de conciencia” por Amnistía Internacional.

## Enlaces
- El periodista Calixto Ramón con fiebres altas y sin atención médica, Centro de Información Hablemos Press, 7. 1. 2013
- RSF pide la puesta en libertad de Calixto Ramón Martínez Arias, Reporteros Sin Fronteras, 24. 9. 2012
- Remembering Calixto Martínez Arias, Capitol Hill Cubans, 29. 12. 2012

- Datos: Q3205539